# Székely Károly (orvos)
Székely Károly (Gyergyóújfalu, 1913. szeptember 4. – Marosvásárhely, 1996. október 5.) erdélyi magyar kutató orvos, orvosi szakíró, egyetemi oktató.

## Életútja, munkássága
A marosvásárhelyi Római Katolikus Főgimnáziumban érettségizett 1931-ben. Egyetemi tanulmányait a kolozsvári I. Ferdinand Egyetem német–angol szakos hallgatójaként kezdte, a fizika–kémia szakon folytatta, végül az Orvosi Karon végezte el az I. évet. 1935-ben a iaşi-i Kogălniceanu Egyetem Orvosi Karán iratkozott be a II. évre. Még abban az évben fölvették a szövettani tanszékre önkéntes, majd 1939-ben díjas gyakornoknak. 1940-ben átiratkozott az I. Ferenc József Tudományegyetem Orvosi Karára, ahol 1942-ben megszerezte az orvosi oklevelet. 1940–44 között ugyanott a szövettani és fejlődéstani tanszék gyakornoka, majd tanársegédje. 1944–45-ben frontszolgálatot teljesített az orosz hadszíntéren. hadifogságba került, ahol tábori orvosi munkát végzett. Hazatérve, 1947-től az OGYI Orvosi Karán a szövettani és fejlődéstani tanszéken adjunktus, 1948-tól a biológiai tanszéken előadótanár, 1952-től tanszékvezető professzor. E tisztséget nyugdíjazásáig (1977) látta el, ezt követően konzultáns professzor, doktorátusvezető.
Az 1948–49-es tanévben a Közegészségtani Kar dékánja, 1951–52-ben rektor; 1949-től 1972-ig az Orvostudományi Akadémia marosvásárhelyi kutatóállomásának munkatársa is.
Kutatási területe az embriológia-hisztogenézis, hisztokémia, szövettan, hematológia, genetika, növényélettan. Nevét a Székely–Goldner-féle hármas festés korán ismertté tette. Eredményeit hazai és külföldi szaklapokban közölte.
Társszerzője a Klinik und Pathologische Anatomie der Erythromyelosis Leucaemica (Budapest, 1958), a V. Preda szerkesztésében megjelent Biologie. Manual pentru învăţământul superior (Bukarest, 1963), valamint a Citológia. Sejttani alapismeretek (Marosvásárhely, 1978) c. köteteknek.

## Egyetemi jegyzetei
- Zoológia, parazitológia, komparatív anatómia (Marosvásárhely, 1954; 2. bővített kiadás Marosvásárhely, 1956)
- Általános biológia (Marosvásárhely, 1956).